# 正文堂政吉
正文堂 政吉（せいぶんどう まさきち、生没年不詳）は江戸時代末期の地本問屋である。

## 来歴
文久年間に江戸の本銀町4丁目において地本問屋を営業している。月岡芳年、落合芳幾の錦絵を出版している。

## 作品
- 月岡芳年 『東海道名所之内由比ケ浜』 大判合版揃物の一 文久3年（1863年）
- 落合芳幾 『東海道名所之内淀川』 大判合版揃物の一 文久3年